# Stiftergrab in Valangin

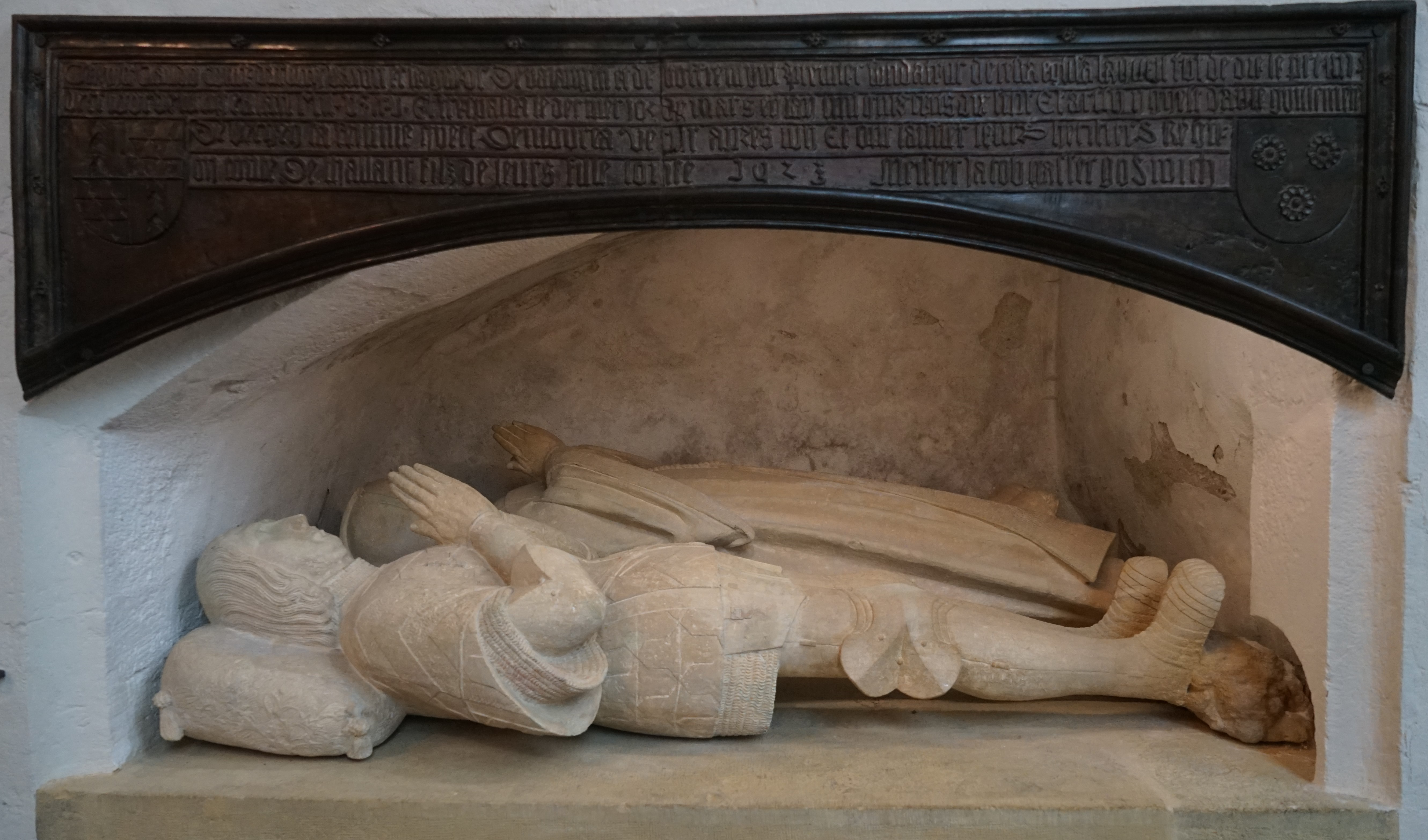
Gesamtansicht des Grabmals

Das Stiftergrab in Valangin befindet sich in der ehemaligen Stiftskirche Saint-Pierre in Valangin im Schweizer Kanton Neuenburg. Das Grabmal ist eines der wenigen Doppelgräber mit mittelalterlichen Liegefiguren in der Schweiz. Die reformierte Kirche ist ein Objekt von nationaler Bedeutung im Kulturgüterschutzinventar.

## Geschichte

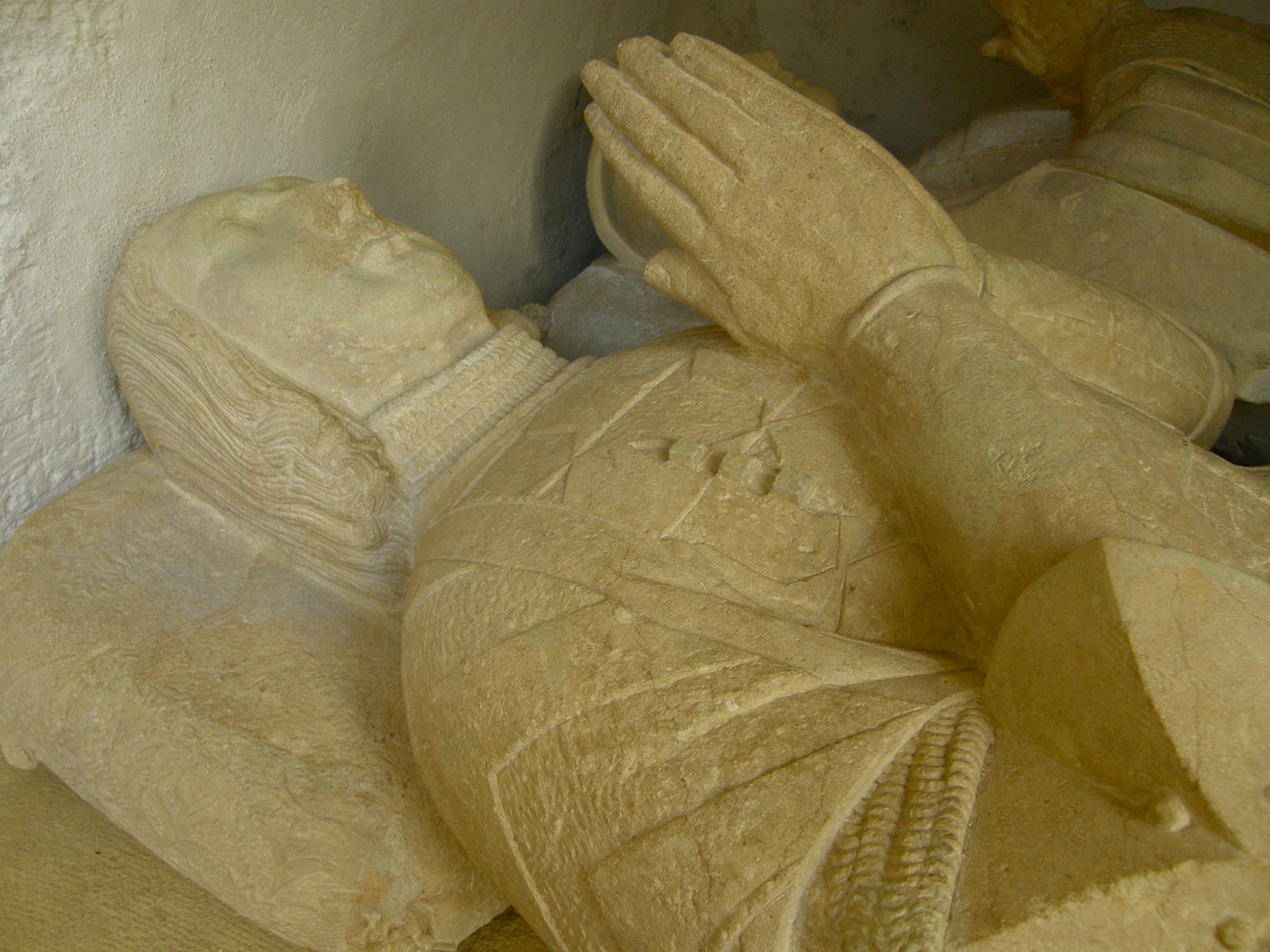
Claude von Aarberg-Valangin

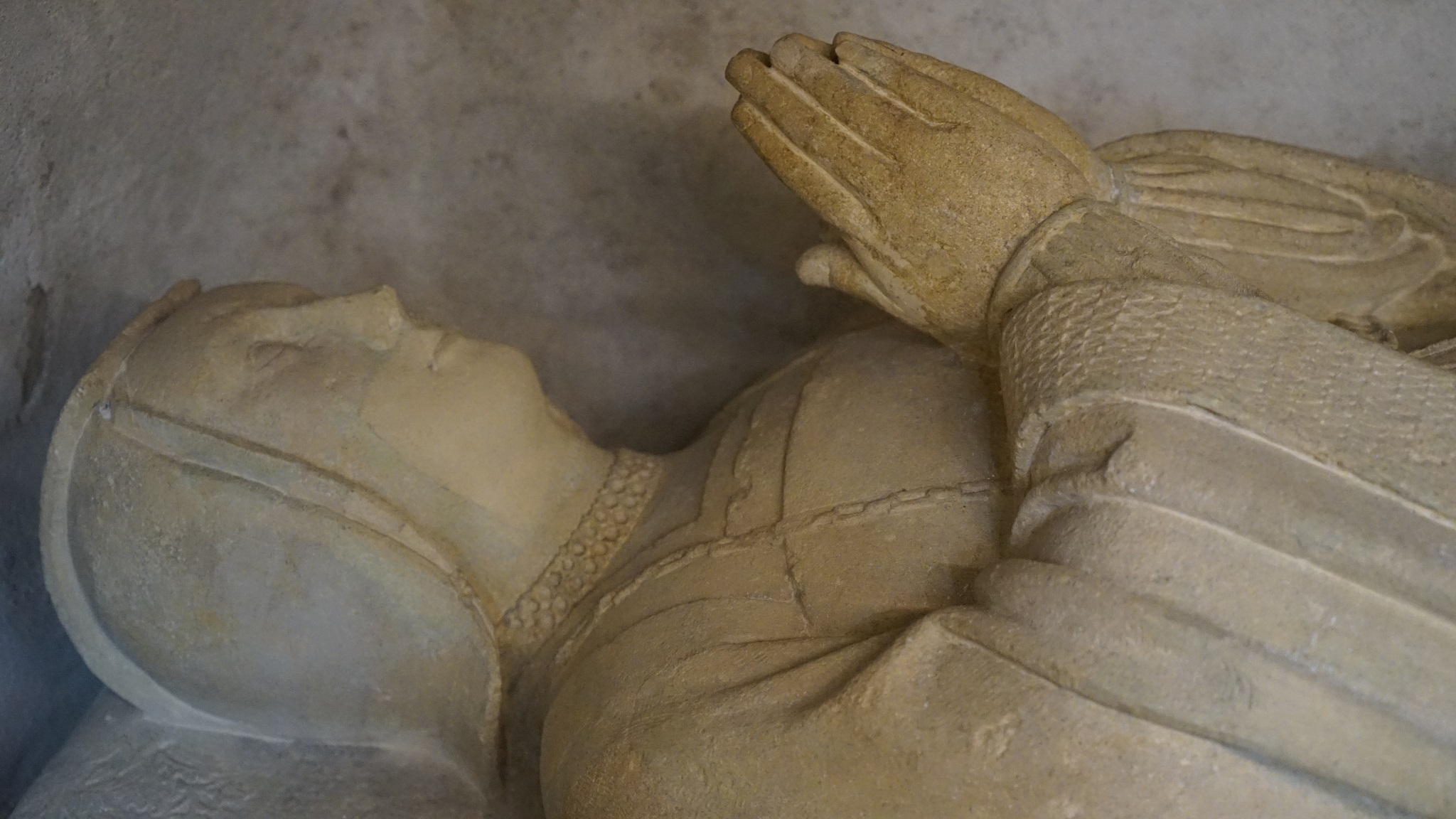
Guillemette de Vergy

Die gotische Stiftskirche in Valangin wurde 1505 geweiht. Ihre Stifter waren Claude von Aarberg, Herr von Valangin und Bauffremont († 31. März 1517), und seine Ehefrau Guillemette de Vergy († 13. Juli 1543), Regentin der Herrschaft Valangin und Gegnerin der Reformation. Nur wenige Jahre später plünderten Anhänger der Reformation aus Neuenburg 1531 die Kirche. Anschließend diente die Kirche zunächst als herrschaftlicher Getreidespeicher und später als reformierte Pfarrkirche. Ihre Innenausstattung stammt aus den Jahren 1778/1779.
Das Bauwerk wurde von 1840 bis 1841 einer Renovation unterzogen und um sechs Meter verkürzt. Der Neuenburger Bildhauer Charles-Frédéric-Louis Marthe restaurierte in diesem Zusammenhang das Grabmal, das bis dahin hinter einer Bretterwand verborgen gewesen war. Bei der Öffnung der Grabkammer entnahm er einige Knochen, um die Grösse der Begrabenen abzuschätzen. Die Überreste eines Bleisarges und die ungeordneten Knochen wiesen auf eine Plünderung des Grabes hin.
Bei einer weiteren Renovation der Kirche Valangin wurden 2004 das Grab geöffnet und die Gebeine einer anthropologischen und paläopathoanthropologischen Untersuchung unterzogen.

## Beschreibung

### Grabmal
Das Grabmal mit den Liegefiguren der Stifter ist in einer Nische in der Nordwand des Chores angelegt. Die Figuren aus braunem Kalkstein haben eine Grösse von 165 Zentimetern und wurden in der Reformationszeit teils schwer beschädigt. Die Köpfe des Ehepaars ruhen auf Kissen, die Hände sind in Gebetshaltung zusammengelegt. Zu den Füssen des Mannes liegt ein Löwe, zu ihren ein Hund. Claude von Aarberg trägt Kettenhemd und eine Rüstung mit seinem Wappen. Guillemette de Vergy trägt eine Kappe und ein Kleid, an ihrem Gürtel hängt ein Rosenkranz. Die Skulpturen in «bescheidener» Qualität waren ursprünglich durch eine polychrome Bemalung «belebt» worden. Farbspuren wurden bei den Untersuchungen von 2004 nachgewiesen.
Auf dem gemauerten Bogen über der Nische ist eine mit 1523 datierte Bronzetafel angebracht. Sie ist 180 Zentimeter lang und zeigt links das Wappen Aarberg-Bauffremont sowie rechts das Wappen Vergy. Die vierzeilige Inschrift in gotischer Minuskel ist französisch. Sie nennt das Stiftungsdatum sowie das Sterbedatum Claude von Aarbergs, seine ihn überlebende Ehefrau sowie als Erben beider Tochter Louise (loyse) und deren Sohn René de Challant (Regnoy conte de challant). Ihr deutscher Giesser verewigte sich als Jacob Gasser:
cy gist claudo conte darberg baron et seigneor de valangin et de boffremunt premier fondateur de cesta eglisa, laquell fut dedié le premi:

(d)er(t) iour de iung en lan mil vc et v. Et trespassa le dernier jor de mars en lan mil qui(n)s cens dix sept. Et arssy y gyest dame guillemete

de vergey sa femme quest demouré à vesz après luy. Et on laissier leurs heritiers Regn:

oy conte de challant filz de leurs fille loyse 1523. meister jacob gasser gos mich

### Grabplatte

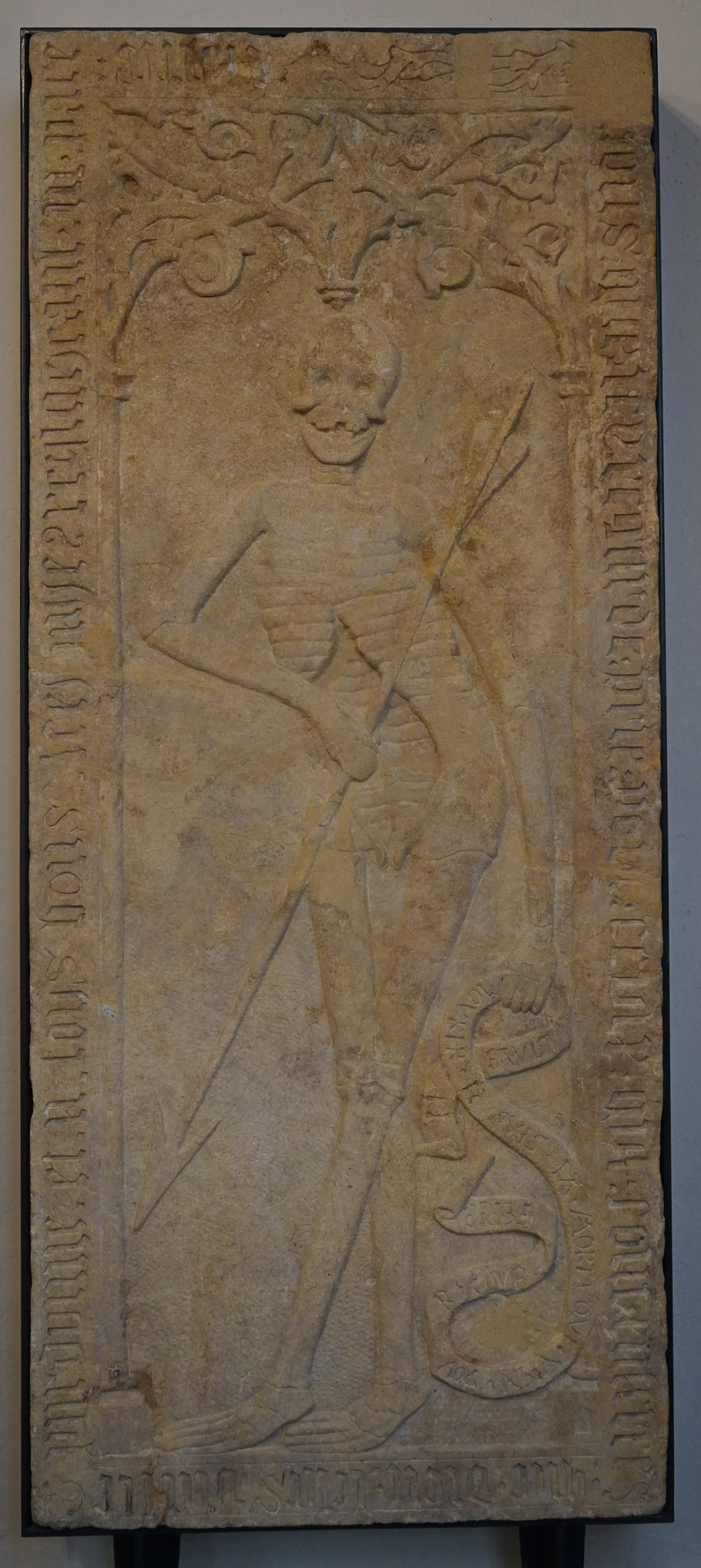
Grabplatte des Stiftergrabs

Eine anonyme Grabplatte aus dem frühen 16. Jahrhundert wurde erst im 21. Jahrhundert dem Stifterehepaar zugeordnet. Sie ist seit 2005 im nördlichen Querschiff an der Wand aufgestellt, hat die Abmessungen 192 × 81 Zentimeter und ist aus gelbem Hauterive-Kalkstein angefertigt. Sie zeigt unter gotischen Ornamenten ein Skelett, das in der Rechten einen langen Pfeil und in der Linken ein Spruchband trägt.
Die umlaufende Inschrift zeigt wiederum gotische Schriftzeichen:
Vous que icy regarde prie pour ceulx qui sont enterees

que dieu leurs vuille

pardonne et a tous bons trespasses. Requiescant in pace.

amen.
Das Spruchband des Todes zeigt in Versalien den Text:
Il favlt movrir. Je svis la mort qvi vien povr covp ferir

### Untersuchung des Grabes
Bei der Öffnung des Grabes wurden 2004 die Knochen ohne anatomischen Zusammenhang gefunden. Sie gehörten einem Mann und einer Frau. Das männliche Skelett ist gut erhalten und nahezu vollständig, das weibliche Skelett ist sehr unvollständig und weist nur schlecht erhaltene Knochen auf. Traditionelle Methoden der Paläoanthropologie sowie auf Knochen- und Zahnpathologien basierende Schätzungen des Todesalters stimmten mit dem hohen Alter des Stifterpaars überein. Er war etwa 176, sie etwa 156 Zentimeter gross und von schlanker Erscheinung. Beide hatten einen privilegierten sozialen Status, hatten eine «gute» Gesundheit und lebten lange. Auch nach der schriftlichen Überlieferung ging es ihr «bis etwa acht Tage vor ihrem Tod stets recht gut», und sie war «ihrem Alter entsprechend bei guter Gesundheit».
Ihre Überreste zeigten keine Anzeichen einer Infektion oder eines Tumors. Am linken Knie ergaben sich Hinweise auf eine sehr diskrete Form der Kniegelenksarthrose, und sie litt wohl unter Plantarfasziitis. Er hatte eine geringfügige Osteoarthritis an den Schultergelenken, und sein Skelett zeigte Spuren eines langen und aktiven Lebens. Der Zustand beider Zähne liess keine Informationen über ihre Ernährung zu. Beide hatten ähnliche Zahnerkrankungen: Zahnverlust, Wurzelspitzenabszesse, Zahnstümpfe und Parodontitis.

## Belege
1. ↑  Collégiale (temple), KGS-Nr. 04142.
2. 1 2  Temple. Französisch (PDF; 54 kB), abgerufen am 4. April 2025.
3. 1 2 3 4  Dave Lüthi: Eglise réformée, anciennement collégiale Saint-Pierre. ne-71. In: Le Marbre et la Poussière. Lausanne 2013, S. 186.
4. 1 2 3 4  Christiane Kramar: Claude d’Aarberg et Guillemette de Vergy, une étude anthropologique. In: Revue historique neuchâteloise. Band 142, Nr. 1–2, 2005, S. 143–157.
5. 1 2 3 4 5  Dave Lüthi: Eglise réformée, anciennement collégiale Saint-Pierre. ne-72. In: Le Marbre et la Poussière. Lausanne 2013, S. 187.

Koordinaten: 47° 0′ 58,2″ N, 6° 54′ 25,3″ O; CH1903: 559581 / 207373